# Усед (Сарагоса)
Усед (ісп. Used) — муніципалітет в Іспанії, у складі автономної спільноти Арагон, у провінції Сарагоса. Населення — 328 осіб (2010).
Муніципалітет розташований на відстані близько 190 км на схід від Мадрида, 85 км на південний захід від Сарагоси.

## Демографія
Динаміка населення (INE ):